# اجمانت (آرکانزاس)
اجمانت (به انگلیسی: Edgemont) یک منطقهٔ مسکونی در ایالات متحده آمریکا است که در شهرستان کلیبرن، آرکانزاس واقع شده‌است. اجمانت  ۱۷۴٫۹۶ متر بالاتر از سطح دریا واقع شده‌است. اجمانت دارای یک اداره پست با کد پستی 72044 است. 